# کلود شانون
کلود اِلوود شانون (به انگلیسی: Claude Elwood Shannon) (۳۰ آوریل ۱۹۱۶ – ۲۴ فوریه ۲۰۰۱) ریاضی‌دان، مهندس الکترونیک و رمزنگار معروف آمریکایی بود. او را پدر نظریه اطلاعات می‌دانند.
شانون با مقاله‌اش که در ۱۹۴۸ منتشر کرد، نظریهٔ اطلاعات را بنیان نهاد و به شهرت رسید. او همچنین در ۱۹۳۷، در ۲۱ سالگی که دانشجوی کارشناسی ارشد در ام‌آی‌تی بود، نظریه رایانه‌های دیجیتال و مدارهای دیجیتال را پایه گذاشت و در پایان‌نامه خود نشان داد که با پیاده‌سازی الکتریکی منطق دو-دویی (جبر بولی)، می‌توان هر مسئله منطقی و عددی را حل کرد. ادعا شده‌است که این پایان‌نامه، مهم‌ترین پایان‌نامه کارشناسی ارشد تاریخ بوده‌است. در زمان جنگ جهانی دوم، شانون به پژوهش در رمزکاوی پرداخت و پس از جنگ به رمزشکنی روی آورد.

## سال‌های نخست زندگی
کلود شانون در ۳۰ آوریل ۱۹۱۶ در پِتاسکی میشیگان زاده شد. پدرش کاسب و مادرش معلم زبان بودند. ۱۶ سال نخست زندگی شانون در گِیلارد میشیگان سپری شد. همان‌جا به مدرسه رفت و در ۱۹۳۲، دبیرستان را به پایان رساند. شانون در سال‌های نخست زندگی به وسایل مکانیکی علاقه داشت. وی در مدرسه بهترین نمره‌ها را در علوم و ریاضی می‌گرفت و هم‌زمان در خانه چیزهایی مانند هواپیمای مدل، قایق‌های کنترل از راه دور و تلگرافی که وی را به خانه دوستش در یک کیلومتری وصل می‌کرد، می‌ساخت. همچنین او برای شرکت وسترن یونیون پیغام می‌رساند. قهرمان کودکی او توماس ادیسون بود که بعدها پی برد که بستگی دوری هم با او دارد.

## نظریه بولی
شانون در ۱۹۳۲ وارد دانشگاه میشیگان و در ۱۹۳۶ با مدرک کارشناسی ریاضیات و مهندسی برق دانش‌آموخته شد. مدتی بعد برای ادامه تحصیل به ام‌آی‌تی رفت و آنجا به پژوهش روی تحلیل‌گر تفاضلی یا همان رایانه آنالوگ ساختهٔ ونیوار بوش پرداخت.

تصویر کلود شانون و موش الکترومکانیکی معروفش تسئوس، در حال آزمایش مسیریابی درون یک هزارتو. این آزمایش یکی از نخستین تجارب بشر در پیاده‌سازی هوش مصنوعی است.

هنگامی که شانون روی مدارهای پیچیده و خاص‌منظورهٔ تحلیل‌گر تفاضلی کار می‌کرد، دریافت که مفاهیم منطق بولی می‌تواند در ماشین‌های حساب‌گر مفید باشند. مقاله حاصل از پایان‌نامهٔ کارشناسی ارشد وی با نام «تحلیلی نمادین از مدارهای رله و سوییچینگ» (به انگلیسی: A Symbolic Analysis of Relay and Switching Circuits)، در ۱۹۳۸ در نشریهٔ معتبر (به انگلیسی: Transactions of the American Institute of Electrical Engineers) چاپ شد.
پیش از شانون، ویکتور شوستاکوف از دانشگاه ایالتی مسکو نیز نظریه‌ای دربارهٔ سوییچ‌های الکتریکی بر پایهٔ منطق بولی در ۱۹۳۵ پیش نهاده‌بود، که نخستین بار در ۱۹۴۱ و پس از انتشار پایان‌نامهٔ شانون منتشر شد.
شانون ثابت کرد که جبر بولی و ریاضیات دودویی می‌تواند برای ساده‌کردن چیدمان رله‌های الکترومکانیکی استفاده شود و سپس از آن در سوئیچ‌های مسیریاب تلفن استفاده کرد. سپس این مفاهیم را گسترش داد و ثابت کرد که می‌توان از چیدمان رله‌ها برای حل مسائل جبر بولی استفاده کرد. بهره‌برداری از این ویژگی سوییچ‌های الکتریکی برای عملیات منطقی، اساس کار مدارها و کامپیوترهای دیجیتال است.
شانون در ۱۹۴۰ وارد مؤسسهٔ مطالعات پیشرفته در پرینستون شد. او آن‌جا فرصت داشت تا ایده‌هایش را با دانشمندان نام‌دار و ریاضی‌دانانی چون هرمان وایل، جان فون نویمان و گاهی با آلبرت اینشتین به بحث بگذارد. شانون آزادانه در چندین زمینه‌ کار می‌کرد و ایده‌ای را که بعدها نظریهٔ اطلاعات نام گرفت، شکل داد.

## کارهای پس از جنگ
در ۱۹۴۸ شانون مقالۀ «نظریهٔ ریاضی مخابرات» را در دو بخش منتشر کرد. این مقاله به این مسئله می‌پرداخت که بهترین روش کُد کردن (کُدگذاری) اطلاعات در فرستنده چیست. در این کار اساسی، او از ابزارهایی در نظریهٔ احتمال، که نوربرت وینر گسترش داده بود، بهره برد که این کار گام‌های نخستین در راستای رسیدن به نظریهٔ اطلاعات بود. شانون مفهوم آنتروپی اطلاعات را، که معیاری برای سنجش مقدار اطلاعات یک پیام و بر اساس احتمالات بود، پیش نهاد.
در ۱۹۵۱ سهم بنیادین نظریهٔ اطلاعات در پردازش زبان‌های طبیعی و زبان‌شناسی محاسباتی در مقالهٔ «پیش‌بینی و آنتروپی در متون انگلیسی» شانون شکل گرفت. در این مقاله، شانون حد بالا و پایین آنتروپی متون انگلیسی را به‌دست‌آورد، که به شکل‌گیری مبانی آماری تحلیل زبان انجامید. او همچنین ثابت کرد که در نظرگرفتن فاصله در متون انگلیسی به عنوان بیست‌وهفتمین حرف الفبای انگلیسی، به کاهش بی‌اطمینانی (Uncertainty) در زبان نوشتاری می‌انجامد، که فرهنگ نوشتاری (Cultural Practice) و شناخت احتمالاتی (Probabilistic Cognition) را پیوندی قابل اندازه‌گیری می‌دهد؛ به بیان دیگر، می‌توان این پیوند را اندازه گرفته، با عدد نشان داد.
مقالهٔ مهم دیگر او که در ۱۹۴۹ با نام «نظریهٔ مخابراتی سیستم‌های محرمانه» منتشر شد، یک نسخهٔ محرمانه از کارهای زمان جنگ او بر روی نظریهٔ ریاضی رمزنگاری بود، که در آن ثابت کرد رمزی که از دیدگاه نظری، ناشکستنی به‌شمار می‌رود، باید الزامات رمزنگاری پد یک‌بار مصرف را رعایت کند.
شانون همچنین با پیشنهاد نظریهٔ نمونه‌برداری، که یک سیگنال زمان‌پیوسته را بر پایهٔ مجموعه‌ای از نمونه‌های گسسته توصیف می‌کرد، بیش از پیش مشهور شد. این نظریه، اساس تبدیل ارتباطات تلفنی آنالوگ به دیجیتال در سیستم پی‌سی‌ام از ۱۹۶۰ به بعد به‌شمار می‌رود.

## سرگرمی‌ها و اختراعات
در کنار کارهای آکادمیک، شانون به تردستی و شطرنج علاقه داشت. او چیزهای بسیاری اختراع کرد، مانند یک شیپور شعله‌افکن (Flame-throwing trumpet). یکی دیگر از آن‌ها که برخی ساخت آن را به شانون نسبت می‌دهند، جعبه‌ای بود که «ماشین نهایی» (Ultimate, or final machine) نام داشت؛ این ماشین یک کلید داشت که با زدن آن، یک بازوی مکانیکی از جعبه بیرون می‌آمد و کلید را خاموش می‌کرد و به جعبه بازمی‌گشت. او همچنین وسیله‌ای را ساخت که می‌توانست مکعب روبیک را حل کند.

## موش شانون
شانون در ۱۹۵۰ یک موش مصنوعی با پیکربندی انعطاف‌پذیر، به اندازهٔ یک موش واقعی که با مدارهای رله کنترل می‌شد، اختراع کرد که می‌توانست در یک هزارتوی ۲۵ مربعی حرکت کرده، هدف را پیدا کند. این موش هر جای این هزارتو که قرار داده می‌شد، می‌توانست با توجه به تجربهٔ قبلی‌اش، مسیر خود را به سوی هدف پیدا کند و طوری برنامه‌ریزی شده بود که اگر در جایی ناشناخته قرار می‌گرفت، برای یافتن جاهای آشنا جست‌وجو و از آن‌ها به سوی هدف حرکت کند. با این کار، دانش جدیدی به حافظه موش اضافه می‌شد که همان جای ناشناخته بود. موش شانون، نخستین وسیله با توانایی یادگیری بود.

## برنامهٔ شطرنج کامپیوتری شانون
در ۱۹۵۰ شانون یک مقالهٔ پیش‌گامانه در شطرنج کامپیوتری به نام «برنامه‌ریزی یک کامپیوتر برای شطرنج بازی کردن» پیش نهاد. او شرح داد که یک ماشین چگونه می‌تواند به گونه‌ای قابل قبول، شطرنج بازی کند. تصمیم دربارهٔ اینکه کامپیوتر چه حرکتی کند، به روش مینی‌ماکس گرفته می‌شد که بر پایه یک تابع ارزیابی روی موقعیت مهره در صفحهٔ شطرنج استوار بود.

## اصل شانون
شانون یک نسخه از اصل کِرک‌هوفس را با نام «دشمن سیستم را می‌شناسد» فرموله کرد. این گفتهٔ او با نام اصل موضوع شانون شناخته می‌شود.
شاید معروف‌ترین قانونی که به نام قانون شانون مطرح است، فرمول حداکثر نرخ ارسال اطلاعات در یک شبکهٔ نویزدار باشد، که در آن شانون ثابت کرد که نرخ ارسال اطلاعات در یک کانال با توان سیگنال P، توان نویز N (بر حسب وات)، و پهنای باند W (بر حسب هرتز)، نمی‌تواند از C بیشتر باشد، که C بر حسب بیت‌برثانیه از رابطه {\displaystyle C=W\,\log _{2}(1+P/N)} بدست می‌آید. واحد بیت بر ثانیه برای سنجش ظرفیت ارسال اطلاعات واحدی بود که شانون نخستین بار از آن استفاده کرد. به {\displaystyle P/N}، نسبت سیگنال به نویز گفته می‌شود.
بر اساس این قانون، اگر کانال بدون نویز باشد، سرعت ارسال اطلاعات در آن بی‌نهایت خواهد بود.

## مرگ
شانون در ۲۴ فوریه ۲۰۰۱ پس از چند سال تحمل بیماری آلزایمر درگذشت.